# Iglesia de San Francisco Javier (Mobile)
La Iglesia de San Francisco Javier (en inglés: St. Francis Xavier Church)  Es un histórico edificio de la Iglesia católica en el barrio Toulminville de la ciudad de Mobile, Alabama, en el sur de los Estados Unidos. Además, es la iglesia parroquial de la Parroquia San Francisco Javier en la Arquidiócesis de Mobile. La Parroquia San Francisco Javier fue establecida en 1868. El edificio de estilo vernáculo se completó en 1916, en sustitución de una estructura anterior destruida por un huracán. Fue colocado en el Registro Nacional de Lugares Históricos el 3 de julio de 1991 como parte de las múltiples propiedades católicas históricas en Mobile incluidas en la lista.